# Piss Christ
Ponoření (Piss Christ) je fotografie amerického umělce a fotografa Andrese Serrana z roku 1987. Zobrazuje malý plastový krucifix ponořený ve skleněné nádrži umělcovy moči. Dílo vyhrálo ocenění za vizuální umění v soutěži „Awards in Visual Arts“ pořádanou Jihovýchodním centrem moderního umění (Southeastern Center for Contemporary Art).
Dílo vyvolalo značné množství kontroverze kvůli obviněním z rouhačství. Sám Serrano se ke kontroverzi vyjádřil takto: „Neměl jsem ani ponětí, že Piss Christ získá takovou pozornost – nejde v něm totiž ani o rouhačství, ani o urážku. Od narození jsem katolík, jsem následovník Krista.“

## Popis
Na fotografii je malý plastový krucifix ponořený v zdánlivě žluté tekutině. Fotka byla součástí série, ve které Serrano klasické sochy nořil do různých tekutin - do mléka, krve i do moči. Vytvořil ji dva roky po díle Krvavý kříž z roku 1985. Fotografie má 150 x 100 cm, je lesklá a silně saturovaná. 
Serrano dílu nepřipisuje přílišný politický kontext, spíše zdůrazňuje jeho nejednoznačnost. Také řekl, že jeho dílo není kritikou náboženství, nýbrž naráží na vnímání komercializace a znehodnocení křesťanských ikon v moderní kultuře. Také odmítá obvinění z rouhačství a tvrdí, že dílo zamýšlel jako vážný příspěvek ke křesťanskému umění. „Jde o symbol Kristovy smrti: tekla z něj krev, ale stejně tak moč a výkaly. Pokud vás Piss Christ rozrušil, tak proto, že ukazuje, jak ukřižování skutečně vypadá… Byl jsem vychován jako katolík – jsem křesťan celý svůj život.“